# نسيم
1-   نسيم البحر: أثناء النهار :تسخن اليابسة بسرعة ويسخن الهواء الملامس لها فيقل ضغطه ويرتفع لأعلى ويحل محله هواء بارد من البحر يسمى نسيم البحر
2-   نسيم البر: أثناء الليل: يبقى الهواء ملامساً للماء الساخن فيقل ضغطه ويرتفع للأعلى ويحل محله هواء بارد من البر لأن اليابسة تبرد أسرع من الماء وسمى نسيم البر.

## أسباب الظاهرة
أسباب الظاهرة:
السبب في هذه الظاهرة هو اختلاف الضغط الناتج عن أن عملية تبريد الأرض والبحر لا تتم بالتساوي، وهي أكثر انتشارا في فصل الصيف، حيث يكون هناك اختلاف كبير في درجة الحرارة اليومية وفي الأماكن التي تقع أسفل خط عرض 40 شمالا أو جنوبا.
أثناء النهار يتم تدفئة سطح الأرض بدرجة أعلى من درجة تدفئة سطح البحر.
ولأن الهواء الدافئ أخف من البارد، يبدأ الهواء الدافئ الخفيف في الصعود إلى أعلى وبالتالي يصبح الضغط أقل من الضغط فوق سطح البحر وبذلك يحل هواء البحر محل هواء البر المتصاعد وهذه الظاهرة تسمى نسيم البحر بالنسبة للمتواجدين على الساحل على علم بهذه الظاهرة.
إن هذه الظاهرة تستمر بتواجد الاختلاف الكبير بين درجة حرارة البر والبحر وحتى غروب الشمس.
بعد غروب الشمس تحدث عملية تبريد لسطح البر نتيجة للإشعاع الحراري وإلى أن تصل حرارة البر إلى درجة حرارة أقل بكثير من سطح البحر، يصير الهواء فوق البر / الأرض باردا ويصبح الضغط فوق البر أعلى من الضغط فوق سطح البحر وبذلك تبدأ الريح في ألهب من البر في اتجاه البحر، وتستمر هذه الظاهرة ساعة أو ساعتين بعد شروق الشمس. بعد ذلك تهدأ الريح وتعود الدورة مرة أخرى. عادة تكون الريح الناتجة عن نسيم البحر أشد من الناتجة عن نسيم البر
نسيم البحر، ونسيم البر، هما ظاهرتان طبيعيتان تحدثان وتظهران بشكل واضح في المناطق القريبة من الشواطئ وفي البحر. السبب في حدوث ظاهرة نسيم البحر هي إن أشعة الشمس عندما تسقط على الأرض (اليابسة) فإنها ترفع من درجة حرارتها وكذلك المياه ترتفع درجة حرارتها، ولكن من المعلوم أن سرعة التسخين تختلف بين اليابسة وبين الماء، فالماء يسخن ببطء وكذلك يبرد في الليل ببطء. أما اليابسة فإنها تسخن نهارا أسرع من الماء لان حرارتها النوعية اقل من الماء (من المعروف أن الأجسام التي تكون حرارتها النوعية اقل فإنها تسخن أسرع وتبرد أسرع)، من كل ما سبق فان اليابسة نهارا تسخن أسرع وهذا يؤدي إلى تسخين الهواء الملامس للأرض فيقل ضغطه وبسبب التسخين يتمدد الهواء وتقل كذلك كثافته لذلك فانه يرتفع إلى أعلى، وعندها يتحرك الهواء البارد الموجود فوق البحر باتجاه اليابسة ليحل محله ويكون هذا الهواء بارد ويسمى نسيم البحر وهو هواء منعش، أما في الليل فيحدث العكس. تتحجب أشعة الشمس فتبرد اليابسة أسرع من ماء البحر وبذلك فان الهواء الموجود فوق البحر يرتفع للأعلى لأنه هواء ساخن وقليل الكثافة فيتحرك هواء من فوق اليابسة ويتحرك باتجاه البحر وهذا يسمى نسيم البر.